# Desombracionisme
El desombracionisme (en anglès disumbrationism) va ser un engany que es feia passar per un moviment artístic que va ser posat en circulació el 1924 per Paul Jordan-Smith, un novel·lista, llatinista i autoritat sobre l'erudit anglès del s.XVII Robert Burton, a Los Angeles, Califòrnia.
El nom del suposat moviment artístic prové del fet que Jordan-Smith, que no sabia pintar, no podia fer ombres i, per tant, deixava les seves pintures planes, sense ombres que els donessin relleu.

## Antecedents
L'aversió de Jordan-Smith als moviments moderns en art es va desenvolupar durant l'Exposició Internacional d'Art Modern de 1913, més coneguda com l'Armory Show. L'aparador emblemàtic de l’exposició es va mostrar a l'Armeria del 69è Regiment de la ciutat de Nova York abans de viatjar a l'Art Institute of Chicago, on Jordan-Smith la va veure. "Fins aquell moment m'havia esforçat per avançar amb la meva generació per acceptar les tendències modernes", va recordar més tard a la seva autobiografia de 1960, The Road I Came. Segons explica allí "dia rere dia veia i sentia explicacions contradictòries del que se'n deia art modern, i finalment em vaig disgustar amb el que deien la majoria dels joves crítics".
Molest per la freda recepció que els bodegons realistes de la seva dona Sarah Bixby Smith havien rebut d'un jurat en una exposició d'art, Jordan-Smith va buscar venjança. Va adoptar la personalitat inventada d'un artista avantguardista rus anomenat "Pavel Jerdanowitch" (en ciríl·lic: Па́вел Жердaнович), una variació del seu propi nom. Del 1924 al 1927 Jordan-Smith va promoure el seu moviment artístic unipersonal.

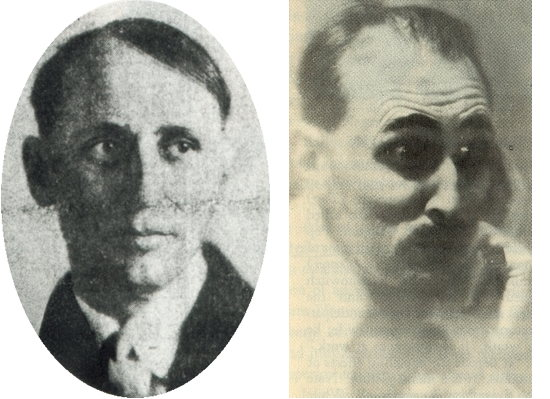
(esquerra) Paul Jordan Smith; (dreta) Smith com a Pavel Jerdanowitch

## Obra

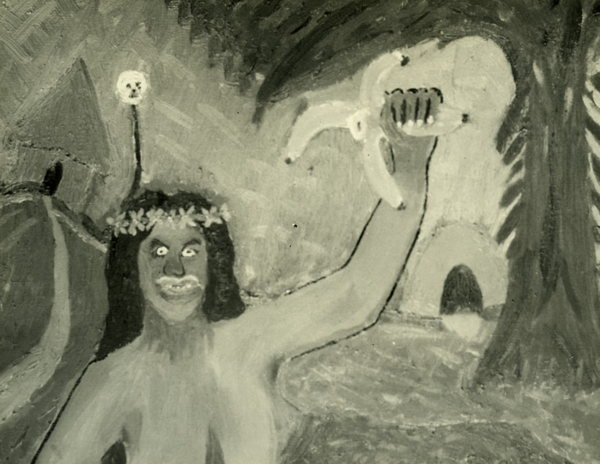
Paul Jordan Smith com a Pavel Jerdanowitch: Exaltation, aka Yes We Have No Bananas ("Exaltació", inicialment conegut com a "Sí, no tenim plàtans", 1924)

Sense haver mai agafat un pinzell abans, va pintar Yes, we have no bananas (“Sí, no tenim plàtans”), una imatge borrosa i mal pintada d'una dona de les illes del Pacífic sostenint un plàtan sobre el seu cap, després d’haver matat un home i haver clavat el seu crani en un pal. El 1925, Smith va presentar aquesta pintura a la exposició Exhibition of the Independents de Nova York,al Waldorf-Astoria, amb el nou títol d'Exaltation (“Exaltació”). Es va fer una fotografia adequadament fosca i inquietant d'ell mateix com a Jerdanowitch, i va presentar l'obra al mateix grup de crítics com a representant de la nova escola "desombracionista". Va explicar Exaltació com un símbol de "trencar els grillons del ser dona". El nyap desombracionista va aconseguir elogis de la crítica que abans havia menyspreat la pintura realista de la seva dona.
Van seguir més pintures desombracionistes: una composició de línies en ziga-zaga i globus oculars que va anomenar Illumination (“Il·luminació”); una imatge llampant i cridanera d'una dona negra fent la bugada que va anomenar Aspiration (“Aspiració”), i que un crític va elogiar com "una deliciosa barreja de Gauguin, Pop Hart i Minstrel show, amb molta individualitat de Jerdanowitch"; Gination, un retrat lleig i deformat; i un quadre anomenat Adoration (“Adoració”), d'una dona adorant un immens ídol fàl·lic, que es va exposar el 1927.
Aquell mateix any, Jordan-Smith va confessar al Los Angeles Sunday Times, en un article a primera plana, que les pintures desombracionistes estaven pensades com un engany amb intenció paròdica. Més tard exerciria com a editor literari d'aquest diari des del 1933 fins al 1957.

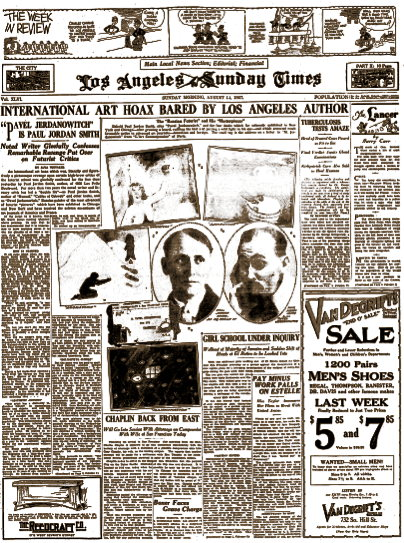
Confessió de Paul Jordan Smith a l'escriptora del Los Angeles Sunday Times Alma Whitaker, a la portada del 14 d'agost de 1927.

“Vaig rebre més publicitat d'aquesta petita broma, que no m'havia ocupat més d'una hora l'any durant els tres anys que hi vaig estar dedicat, que de tota la feina seriosa que he fet durant moltes dècades", va admetre a la seva autobiografia. En aquell moment, Jordan-Smith havia escrit quatre llibres, entre els quals The Soul of Woman: An Interpretation of the Philosophy of Feminism (1916) i A Key to the Ulysses of James Joyce (1927).
Jerdanowitch va fer una breu reaparició el 1928 amb una darrera exposició a les Vose Galleries de Boston, que va completar amb explicacions fantasioses i iròniques de cada pintura desombracionista. Jordan-Smith va pintar set pintures en total, a les que es va referir com a The Seven Deadly Sins ("Els set pecats capitals"). Cinc pintures es troben ara a la Biblioteca de Col·leccions Especials de la Universitat de Califòrnia a Los Angeles. Es desconeix el parador de les altres.